# Regiones económicas de Azerbaiyán

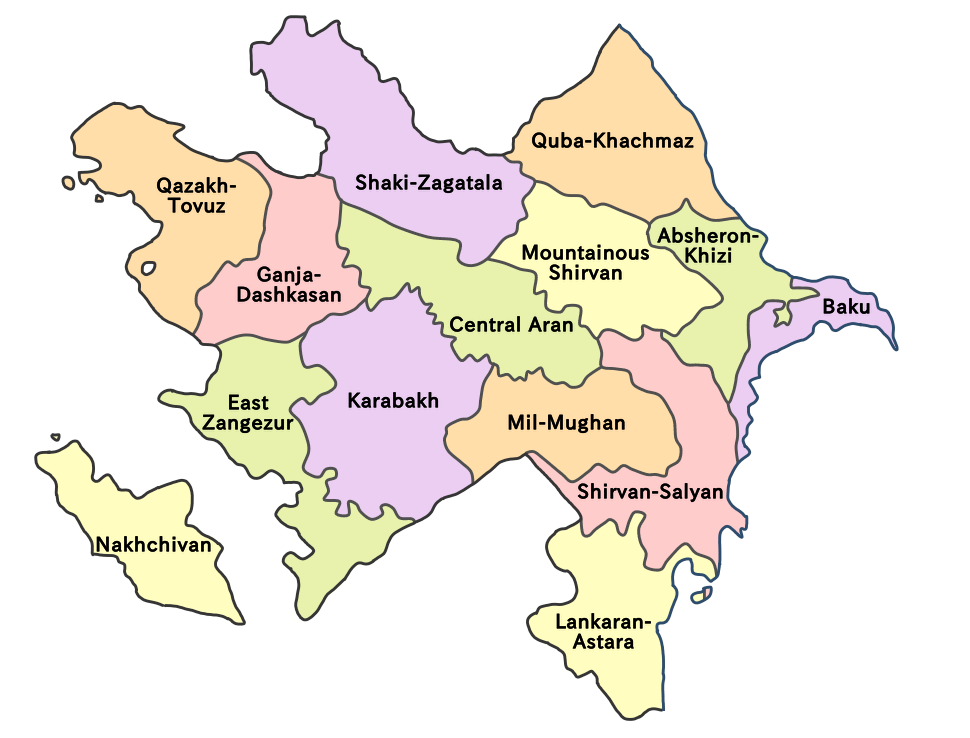
La regionalización económica de Azerbaiyán (desde julio de 2021)

En Azerbaiyán el territorio está dividido en 14 regiones económicas (hasta 2021 fueron 10 regiones), las cuales se basan en los indicadores socioeconómicos compartidos por cada zona. 

## Historia

### sigloXXI
Hasta el julio de 2021 el territorio de Azerbaiyán está dividido en diez regiones económicas. Después de la segunda guerra de Karabaj el territorio fue dividida de nuevo por sus indicadores socioeconómicos.
Según un decreto del presidente "Sobre la nueva división de regiones económicas en la República de Azerbaiyán" el territorio de Azerbaiyán desde 7 de julio de 2021 está dividido en siguientes regiones económicas:
1. Bakú – es uno de los principales regiones económicos del país. Incluye la ciudad de Bakú. Las industrias principales son industria petrolera, comercio internacional, industria textil, tecnología de información, etc.
2. Absherón-Jizi incluye raión de Absherón y Jizi y la ciudad de Sumgait (la tercera ciudad más grande de Azerbaiyán después de la capital Bakú y de Ganyá). Las industrias principales son petroquímica, química, industria pesada, industria de la construcción, infraestructura de transporte, etc.
3. Ganyá-Dashkasan incluye las ciudades Ganyá (la segunda ciudad más grande de Azerbaiyán después de la capital Bakú) y Dashkasan, también los raiones de Dashkasan, Goranboy, Goygol, Samuj.
4. Shaki-Zagatala incluye los raiones administrativas de Balakán, Gaj, Gabala, Oghuz, Zagatala y Shaki. Las industrias principales son industrias ligera y alimentaria.[2]
5. Lankaran-Astara incluye los raiones administrativas de Astara, Jalilabad, Lerik, Masalli, Yardimli y Lankaran. La industria principal es la industria alimentaria.
6. Guba-Jachmaz incluye los raiones administrativas de Shabran, Jachmaz, Guba, Gusar y Siazán. Las industrias principales son actividades agropecuarias, industrias ligera y alimentaria.
7. Aran Central es la mayor región económica del país. Incluye los raiones administrativas de Agdash, Goychay, Kurdamir, Uyar, Yevlaj, Zardab y la ciudad de Mingachevir.
8. Karabaj incluye los raiones administrativas de Aghyabedi, Aghdam, Bardá, Fuzuli, Joyali, Joyavend, Shusha, Tartar y la ciudad de Jankendi.[3]
9. Zangezur Oriental incluye los raiones administrativas de Yabrayil, Kalbayar, Gubadli, Lachín y Zangilán.[4]
10. Shirván montañosa incluye los raiones administrativas de Aghsu, Ismailli, Gobustán y Shamaji. Las industrias principales son industrias ligera y alimentaria.
11. Najicheván incluye todo territorio de la República Autónoma de Najicheván
12. Gazaj-Tovuz incluye los raiones administrativas de Aghstafa, Gadabay, Gazaj, Shamkir y Tovuz.
13. Mil-Mughan incluye los raiones administrativas de Beylagan, Imishli, Saatli y Sabirabad.
14. Shirván-Salyan incluye los raiones administrativas de Bilasuvar, Hayigabul, Neftchala, Salyán y la ciudad de Shirván.